# Вашкевич, Дмитрий Андреевич
Дмитрий Андреевич Вашкевич (бел. Дзмітрый Андрэевіч Вашкевіч; род. 7 января 2000, Гродно) — белорусский футболист, нападающий клуба «Молодечно-2018».

## Карьера

### «Сморгонь»
Воспитанник футбольной академии гродненского «Немана». В 2016 году футболист стал выступать за дублирующий состав клуба. В июне 2020 года футболист на правах арендного соглашения присоединился к «Сморгони» до конца сезона. Дебютировал за клуб футболист 27 июня 2020 года в матче против «Гомеля», выйдя на замену на 53 минуте. Дебютный гол за клуб футболист забил 22 августа 2020 года в матче против пинской «Волны». На протяжении сезона футболист был одним из основных игроков клуба, преимущественно выходя на поле со скамейки запасных, отличившись забитым голом. По итогу сезона футболист вместе с клубом завершил чемпионат на итоговом шестом месте. По окончании срока действия арендного соглашения футболист покинул клуб.

### «Белшина»
В апреле 2021 года футболист на правах свободного агента перешёл в бобруйскую «Белшину». Дебютировал за клуб 18 апреля 2021 года в матче против пинской «Волны», выйдя на поле в начале второго тайма. Дебютный гол за клуб футболист забил 29 мая 2021 года в матче Кубка Беларуси против кобринского «Атланта». Дебютный гол за клуб в чемпионате футболист забил 18 июля 2021 года в матче против могилёвского «Днепра», также отличившись результативной передачей. На протяжении сезона футболист был одним из основных игроков клуба, преимущественно выходя на поле со скамейки запасных, отличившись 3 забитыми голами и 3 результативными передачами во всех турнирах. По итогу сезона футболист вместе с клубом стал серебряным призёром Первой лиги.
В феврале 2022 года футболист продлил контракт с бобруйским клубом. Дебютный матч в Высшей лиге футболист сыграл 20 марта 2022 года против могилёвского «Днепра», выйдя на замену во втором тайме. Первым результативным действием за клуб футболист отличился 20 августа 2022 года в матче против «Гомеля». Первым в сезоне забитым голом футболист отличился 1 октября 2022 года в матче против «Динамо». На протяжении сезона футболист был одним из основных игроков бобруйского клуба, чередуя матчи в стартовом составе и со скамейки запасных, отличившись 2 забитыми голами и результативной передачей. Новый сезон футболист начал с матча 4 марта 2023 года в рамках Кубка Беларуси против борисовского БАТЭ. Первый матч в чемпионате футболист сыграл 19 марта 2023 года против «Сморгони», выйдя на замену на 76 минуте. Футболист сыграл за клуб по матчу в рамках Кубка Беларуси и чемпионата, результативными действиями не отличившись.

#### Аренда в «Торпедо-БелАЗ»
В конце марта 2023 года футболист на правах арендного соглашения до конца сезона присоединился к жодинскому «Торпедо-БелАЗ». Дебютировал за клуб 8 апреля 2023 года в матче против бобруйской «Белшины», выйдя на замену на 80 минуте. Спустя 10 минут после выходя на поле футболист столкнулся с игроком соперника и покинул поле на карете скорой помощи. В мае 2023 года по решению контрольно-дисциплинарного комитета АБФФ был оштрафован за участие в договорных матчах и получил шестимесячную дисквалификацию в случае неуплаты штрафа. По итогу сезона футболист так и не вернулся в расположения клуба, вместе с которым стал бронзовым призёром чемпионата. В декабре 2023 года футболист покинул клуб по окончании срока арендного соглашения.

### «Уния» Солец-Куявски
В феврале 2024 года футболист на правах свободного агента перешёл в солец-куявскую «Унию» из польской Третьей лиги. Дебютировал за клуб футболист 2 марта 2024 года в матче против клуба «Блекитни Старгард», выйдя на поле в стартовом составе. Первым результативным действием за клуб футболист отличился 23 марта 2024 года в матче против срода-велькопольской «Полонии», отдав голевую передачу. На протяжении сезона футболист выступал за польский клуб в роли одного из основных игроков, чередуя матчи в стартовом составе и со скамейки запасных, однако клуб продолжал болтаться на дне турнирной таблицы. Всего же футболист успел отличиться за клуб своей единственной голевую передачей. По итогу сезона футболист вместе с клубом завершил чемпионат на итоговом предпоследнем месте, вылетев в более низший дивизион. В июле 2024 года футболист покинул клуб.

### «Динамо» Санкт-Петербург
В августе 2024 года футболист на правах свободного агента присоединился к петербургскому «Динамо», подписав контракт до конца сезона. Дебютировал за клуб футболист 10 августа 2024 года в матче против петербургской «Звезды», выйдя на замену на 57 минуте и отличившись своим дебютным забитым голом. В матче 27 октября 2024 года против клуба «Знамя Труда» футболист отличился 2 результативными передачи. На протяжении сезона футболист выступал за клуб в роли одного из основных игроков, отличившись 2 забитыми голами и 4 результативными передачами. По итогу сезона футболист вместе с клубом завершил чемпионат на итоговом девятом месте в своей группе. В январе 2025 года футболист покинул российский клуб по истечении срока действия контракта.

### «Молодечно-2018»
В марте 2025 года футболист на правах свободного агента присоединился к клубу «Молодечно-2018», подписав контракт до конца сезона. Дебютировал за клуб футболист 15 марта 2025 года в матче против гродненского «Немана», выйдя на поле в стартовом составе. В своём следующем матче 28 марта 2025 года против мозырской «Славии» футболист отличился своими дебютным забитым голом.